# Pediokaktussläktet
Pediokaktussläktet (Pediocactus) är ett suckulent växtsläkte inom familjen kaktusar. 

## Beskrivning
Formen på arter inom pediokaktussläktet varierar från klotrund till kort och cylindrisk, är solitära eller rikt tuvbildande, men alltid ganska dvärgväxande. Varje huvud är knöligt och det finns inga åsar. Taggarna ligger ofta tätt intill plantan och är 0,6 till 2,5 centimeter långa, nålliknande, och färgen på taggarna skiftar mycket. Blommorna sitter nära plantans centrum och är 1,3 till 2,5 centimeter i diameter, är trattformade och färgen är vit eller bleka nyanser av kräm eller rosa. Frukterna är små, äggformade, släta och gulbruna när de är mogna.

## Förekomst
Pediokaktussläktet härstammar från platser så långt norrut som Idaho och Montana ner till New Mexico och Arizona. De växer ofta på höga höjder mellan 1200 och 3000 meter över havet. 

## Odling
Även om arter inom pediokaktussläktet kommer från mycket kalla områden där de utsätts för snö och stark frost vintertid, är det absolut nödvändigt att alla arter odlas i väldräneradjord, speciellt om man använder krukor i plast. Jordblandningen bör bestå av två delar grov sand och en del humus, och man bör alltid vattna med försiktighet. Under vintern klarar alla arter temperaturer ner till 5°C eller till och med lägre, om de hålls torra. P. simpsonii och dess varieteter kan odlas utomhus, även där vintertemperaturen går under -20°C. De odlas då i sådana upphöjda bäddar som används i alpinträdgårdar. Jordblandningen bör vara porös.